# Poggio (Camporgiano)
Poggio (auch Poggio San Terenzo, oder Terentio (Podium Sancti Terentii)) ist eine Fraktion (italienisch frazione) der Gemeinde Camporgiano in der Provinz Lucca, Region Toskana in Italien.

## Geografie
Der Ort liegt ca. 2 km südöstlich des Hauptortes Camporgiano, ca. 35 km nördlich der Provinzhauptstadt Lucca und ca. 80 km nordwestlich der Regionshauptstadt Florenz im oberen Tal des Serchio in der Landschaft der Garfagnana. Der Ort liegt bei 451 m und hatte 2001 ca. 320 Einwohner. Heute sind es etwa 290. Der Ort liegt an einem südlichen Ausläufer des Monte Capriola (537 m) und wird nordwestlich vom Edron umflossen, dieser mündet ca. 1 km nördlich von Poggio in den Serchio.

## Geschichte
Archäologische Funde zeugen von Siedlungen der Ligurer, die hier im 3. und 2. Jahrhundert v. Chr. bis zu ihrer Niederlage gegen die Römer lebten. Erwähnt wurde der Ort mehrmals im 10. Jahrhundert als Pieve di San Terentio di Rogiana, erstmals dokumentiert wurde der Ort und die beiden Kirchen 1168 in einem Schriftstück von Papst Alexander III. an den Priester von Pieve Fosciana. Hier herrschten ab dem 11. Jahrhundert die Herren von Careggine und Bacciano (heute eine Burgruine bei Villetta, San Romano in Garfagnana). Nach der Expansion von Lucca gelangte der Ort 1308 mit dem Statuto Lucchese an die Vicaria di Camporgiano. Nach dem Tod von Castruccio Castracani († 1328) gelang der Ort unter die Herrschaft der Malaspina, die die Lehensrechte des Ortes von 1341 bis 1343 an Florenz abgaben. Die Zeit der Malaspina endete nach lokalen Aufständen 1348 und Poggio (Podii Sancti Terenzii) gelangte unter die Herrschaft von Pisa. Durch Karl IV. kam der Ort 1369 wieder zu Lucca, wo der Ort bis 1430 und dem Fall der Signoria von Paolo Guinigi verblieb. Nach mehreren Jahren der Gebietsstreitigkeiten zwischen Florenz, Lucca und Pisa fragten die Bewohner um Hilfe bei Leonello d’Este (1407–1450), der dann ab 1446 regierte. Die d’Este waren dann die Herren des Ortes (Vicaria estense di Camporgiano), mit Ausnahme der napoleonischen Besatzung, bis zur Einheit Italiens.

## Sehenswürdigkeiten

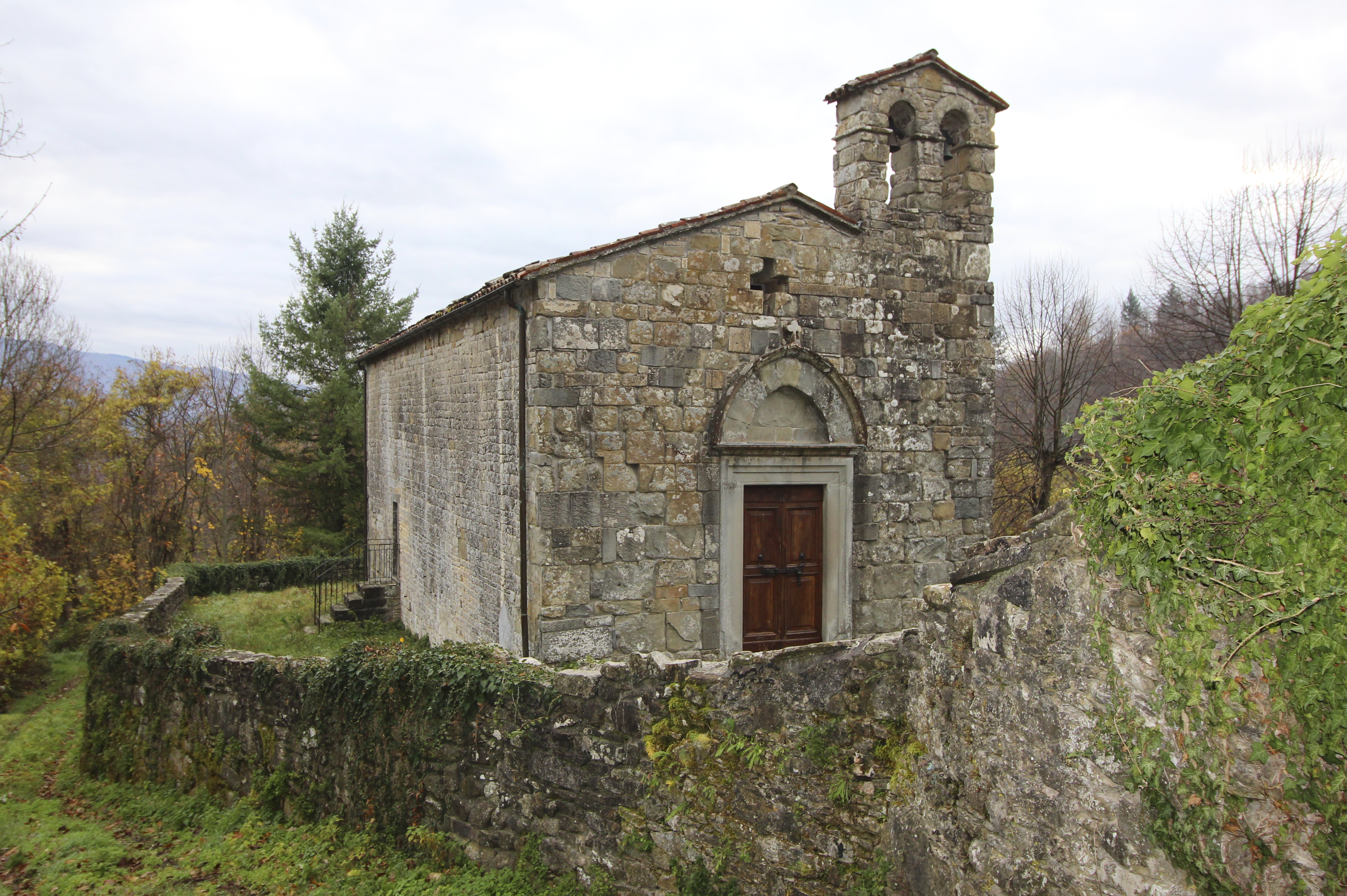
Die Kirche San Biagio in der Località La Villa (Rogiana)

- Torre Campanaria, Glockenturm der alten Kirche (Santa Maria Assunta, auch Santa Maria in Rogiana[1]) im Ortskern. Die Kirche entstand im 16. Jahrhundert[2] als Oratorium der Kirche von Rogiana (heute San Biagio) und wurde im Zweiten Weltkrieg zerstört.[8]
- Chiesa di Santa Maria Assunta, Kirche am Rand des historischen Ortskern von Poggio. Die neue Kirche entstand nach dem Zweiten Weltkrieg in den 1950er Jahren[8] und wurde von Paolo Bertoli geweiht.[9]
- Chiesa di San Biagio, Kirche in der Località La Villa (ca. 1 km südöstlich von Poggio), entstand im 12. Jahrhundert als Santa Maria di Rogiana und wird seit 1684 als San Biagio bezeichnet.[10]
- Rocca della Capriola, Burgruine aus dem 11./12. Jahrhundert oberhalb des Ortes am Monte Capriola (Podium Sancti Terentii), die von den Herren aus Bacciano und Careggine errichtet wurde. Verlor im 14. Jahrhundert seine Wichtigkeit, der Rückbau begann im 19. Jahrhundert, als Steine der Burg für Häuser benutzt wurden.[2]

## Verkehr
- Die Haltestelle Poggio-Careggine-Vagli der Bahnstrecke Aulla Lunigiana–Lucca befindet sich in Poggio.
- Der Ort liegt an der Regionalstraße 445, die von Castelnuovo di Garfagnana nach Fivizzano führt.
- weitere Straßen führen nach Careggine (ca. 4 km), zum See Lago di Vagli (ca. 4,5 km) und nach Vagli Sotto (ca. 6,5 km), die alle südwestlich, aber an verschiedenen Straßen liegen.

## Bilder

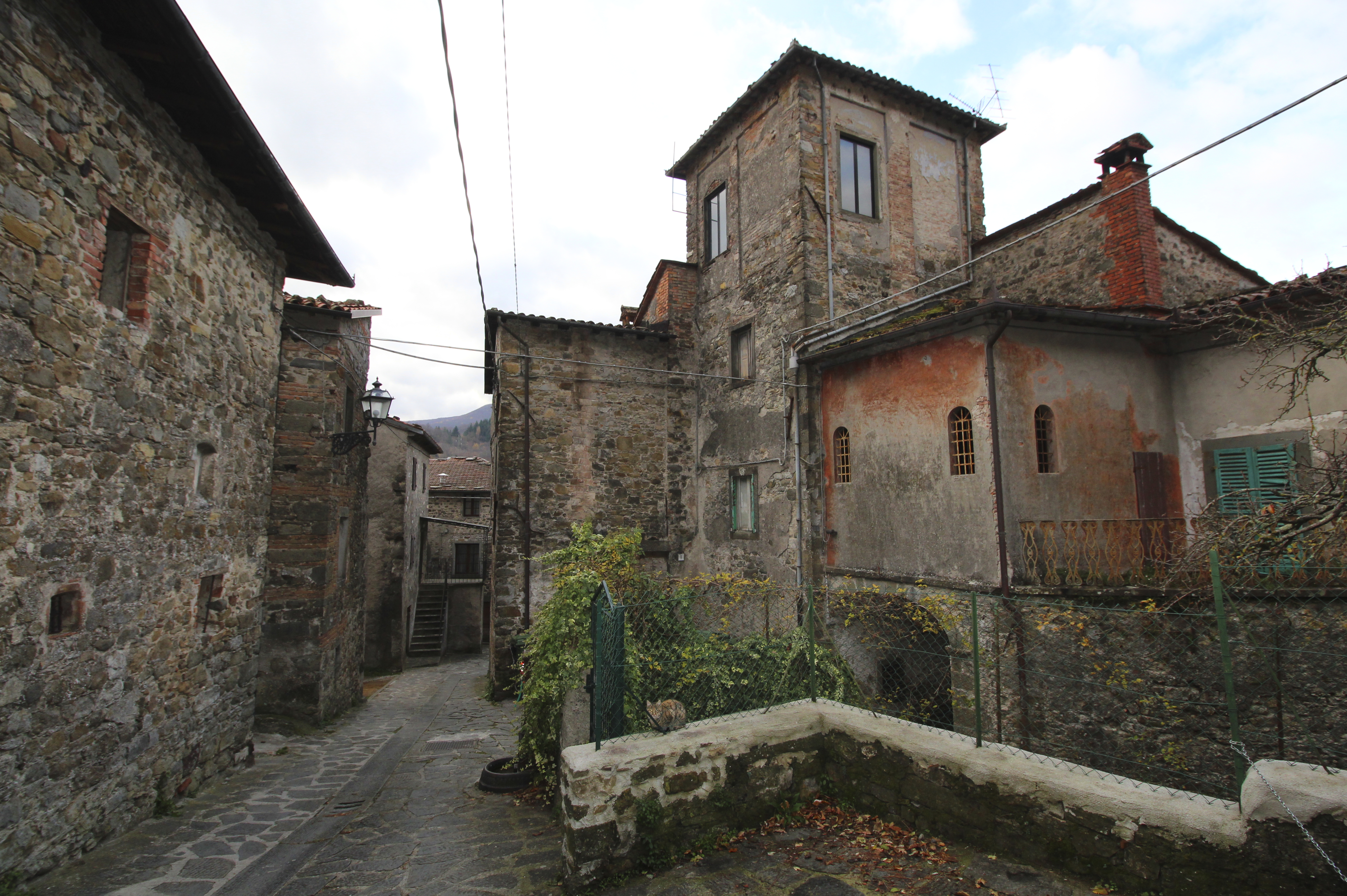
Der historische Ortskern von Poggio
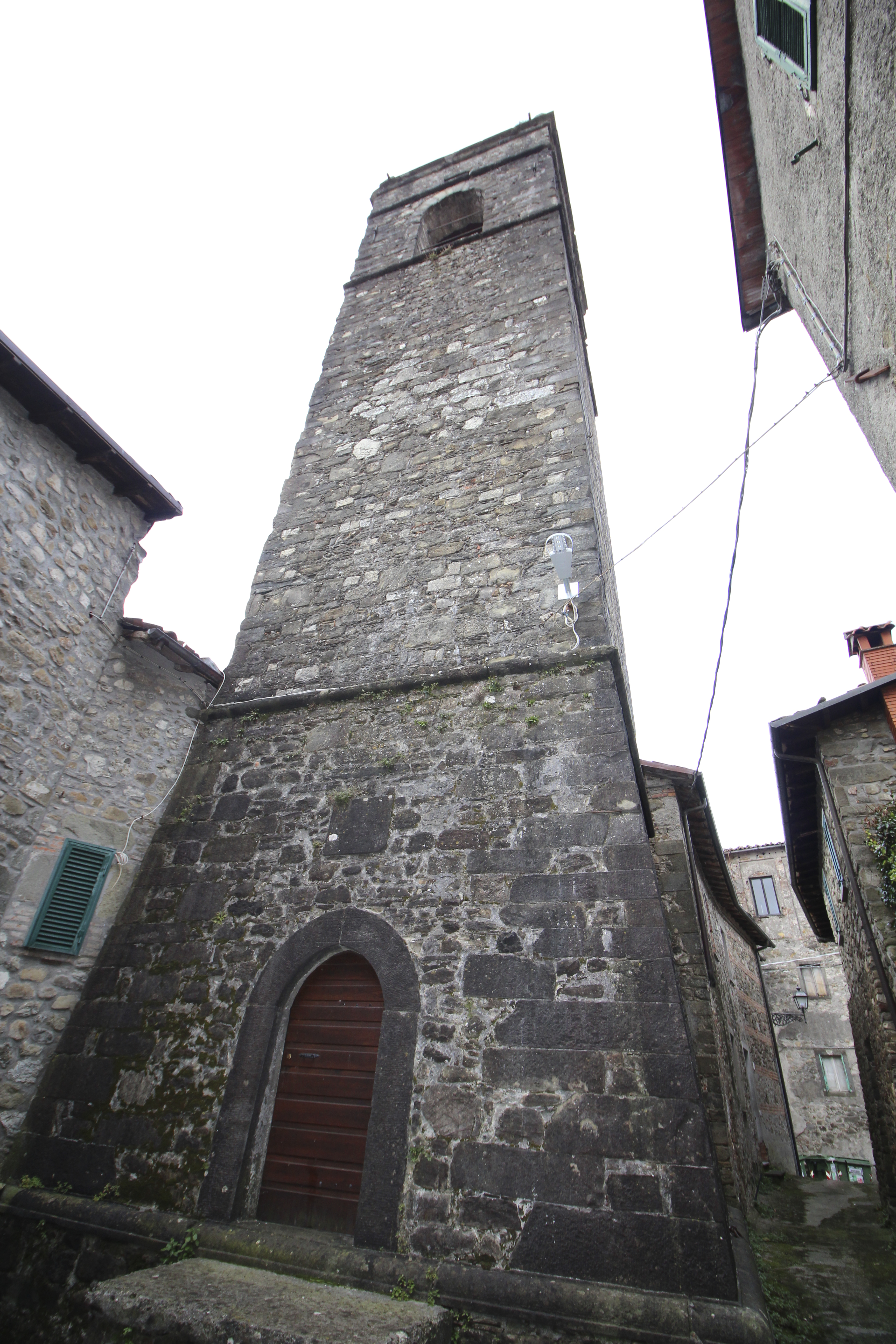
Der Torre Campanaria im historischen Ortskern
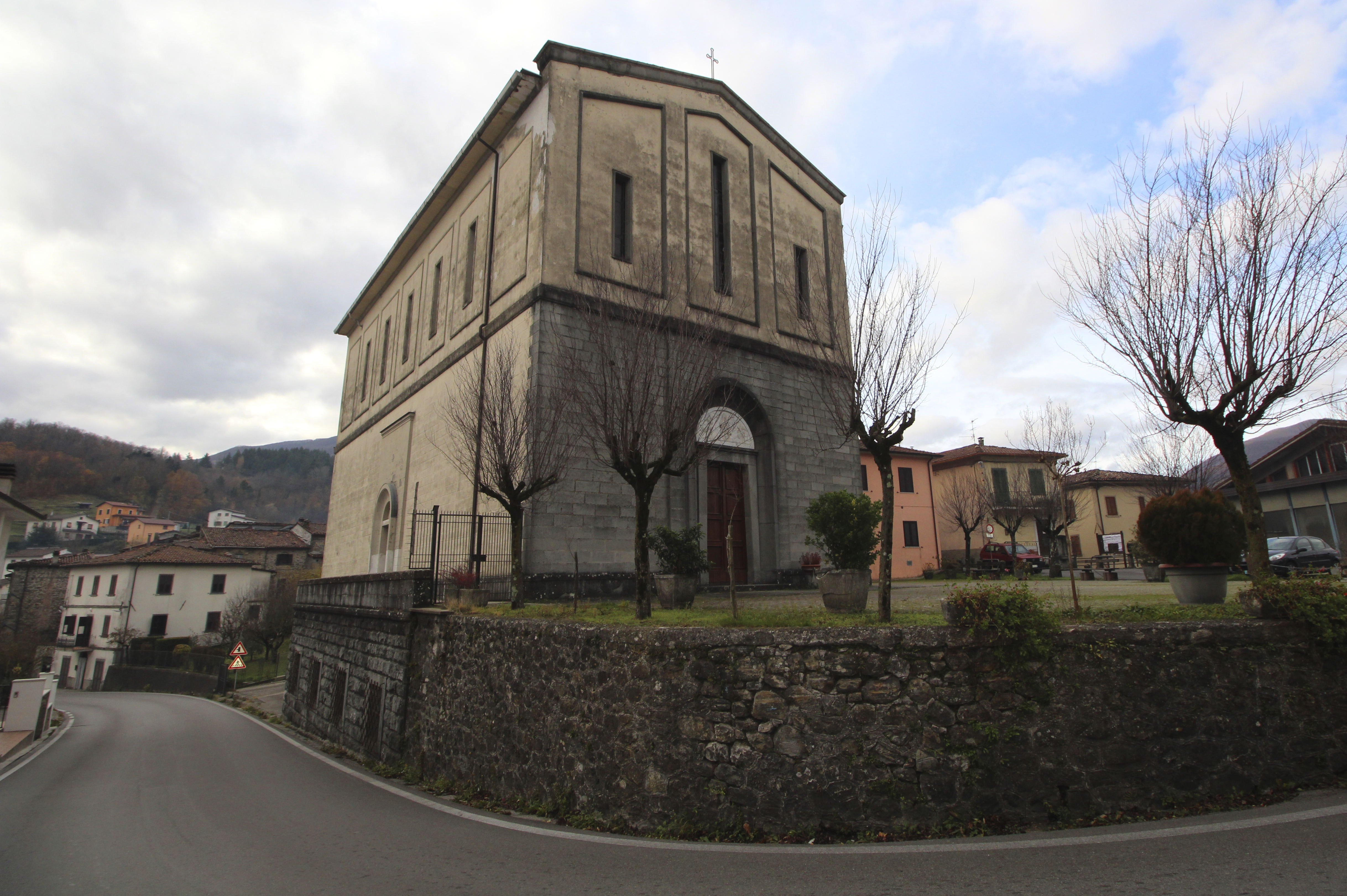
Die Kirche Santa Maria Assunta in Poggio